# Ewelina Kobryn
 Ewelina Kobryn  (Tarnobrzeg, 7 mei 1982), is een voormalig Poolse basketbalspeelster die uitkwam voor het nationale team van Polen. Ze won de EuroLeague Women met UMMC Jekaterinenburg in 2013. ook won ze de WNBA titel met Phoenix Mercury in 2014. In 2018 won ze de EuroCup Women met Galatasaray.

## Basketbal
Kobryn was een internationaal basketbalspeelster. Ze heeft gespeeld voor:
- BLMA
- Wisła Can-Pack Kraków
- Lotos Gdynia
- UMMC Jekaterinenburg
- Perfumerías Avenida
- Fenerbahçe
- Galatasaray
- Seattle Storm (WNBA)
- Phoenix Mercury (WNBA)

## Erelijst
- Pools kampioen: 4
  - Winnaar: 2005, 2008, 2011, 2012
  - Tweede: 2006, 2007, 2017
  - Derde: 2009
- Pools Beker: 4
  - Winnaar: 2005, 2007, 2009, 2012
  - Runner-up: 2006, 2008
- Poolse Supercup: 2
  - Winnaar: 2008, 2009
  - Runner-up: 2007
- Landskampioen Rusland: 3
  - Winnaar: 2013, 2014, 2015
- Bekerwinnaar Rusland: 2
  - Winnaar: 2013, 2014
- Spaans kampioen: 1
  - Winnaar: 2016
- EuroLeague Women: 1
  - Winnaar: 2013
  - Runner-up: 2015
- EuroCup Women: 1
  - Winnaar: 2018
- FIBA Europe SuperCup Women: 1
  - Winnaar: 2013
- WNBA: 1
  - Winnaar: 2014

3 Diana Taurasi · 
4 Candice Dupree · 
8 Mistie Bass · 
10 Anete Jēkabsone-Žogota · 
11 Ewelina Kobryn · 
13 Penny Taylor · 
14 Shay Murphy · 
23 Tiffany Bias · 
24 DeWanna Bonner · 
31 Erin Phillips · 
42 Brittney Griner · 
Coach Sandy Brondello